# Tridactyle translucens
Tridactyle translucens är en orkidéart som beskrevs av Victor Samuel Summerhayes. Tridactyle translucens ingår i släktet Tridactyle och familjen orkidéer.
Artens utbredningsområde är Zambia. Inga underarter finns listade i Catalogue of Life.